# Santuario di Tōgō
Il santuario di Tōgō (東郷神社?, Tōgō-jinja) fu costruito nel 1940 e dedicato all'ammiraglio Tōgō Heihachirō, poco dopo la sua morte. È situato a Harajuku, Tokyo, Giappone.
Nel santuario, Tōgō Heihachirō è venerato come kami shintoista.
Un piccolo museo e un negozio di libri dedicati a Tōgō Heihachirō sono collocati nei giardini del santuario.
Il santuario è situato all'intersezione tra Takeshita-dōri e Meiji-dōri, ed è raggiungibile dalla stazione di Harajuku. 
I resti dell'ammiraglio sono sepolti al cimitero di Tama, a Tokyo.

## Altri santuari
Come per il generale Nogi Maresuke a cui sono dedicati molti santuari in Giappone, ci sono anche santuari dedicati a Tōgō.